# Sacoué
Sacoué är en kommun i departementet Hautes-Pyrénées i regionen Occitanien i sydvästra Frankrike. Kommunen ligger i kantonen Mauléon-Barousse som tillhör arrondissementet Bagnères-de-Bigorre. År 2022 hade Sacoué 84 invånare.

## Befolkningsutveckling
Antalet invånare i kommunen Sacoué
| Referens: INSEE |